# 石井一
石井 一（いしい はじめ、1934年〈昭和9年〉8月17日 - 2022年〈令和4年〉6月4日）は、日本の政治家。位階は正三位。
衆議院議員（11期）、参議院議員（1期）、国土庁長官（第19代）、自治大臣（第45代）、国家公安委員会委員長（第55代）、衆議院内閣委員長・公職選挙法改正に関する調査特別委員会委員長・政治改革特別委員長・決算委員長・決算行政監視委員長、参議院予算委員長、民主党国会対策委員長、同選挙対策委員長などを歴任。
元参議院議員・日本国特命大使の石井一二は弟。甥に兵庫県議会議員の石井健一郎、西宮市長の石井登志郎がいる。2人とも石井一の元政策秘書であり、登志郎とは養子縁組をした。兵庫県議会議員の石井秀武は親類にあたる。
危機管理都市推進議員連盟会長。日本音楽家協会会長。日本ジャズ音楽協会会長。上海大学顧問教授。イオンド大学（非認定大学）名誉教授。

## 来歴
タイヘイレコード社長で、後に自由民主党兵庫県議会議員を3期務めた石井廣治の長男として、兵庫県神戸市須磨区に出生。
小学校5年生で、太平洋戦争敗戦と同時に政治家を志す。
神戸市立西須磨小学校、甲南中学校を経て、甲南高等学校に入学し、弁論部に所属した。1957年に甲南大学経済学部を卒業した後アメリカに留学。1960年、スタンフォード大学大学院政治学研究科を修了し、修士号を取得。同校の助手となる。帰国後、郷司浩平の伝手で、郷司が専務理事を務めていた「日本生産性本部」の職員となる。
1967年、32歳の時に第31回衆議院議員総選挙に旧兵庫1区から立候補するも、落選した。浪人期間中は田中角栄の私設秘書を務めた。
続く1969年の第32回衆議院議員総選挙に立候補し、初当選（当選同期に小沢一郎、羽田孜、梶山静六、奥田敬和、渡部恒三、綿貫民輔、塩崎潤、森喜朗、村田敬次郎、松永光、江藤隆美、浜田幸一など）。1975年12月の三木改造内閣で労働政務次官、1976年の福田赳夫内閣で運輸政務次官に就任。
運輸政務次官時代に、日本赤軍の起こした「ダッカ日航機ハイジャック事件」に、日本国政府派遣団長としてハイジャック犯との交渉に当たった。この事件に便乗して発生し、身代金強奪を目論んだ現地バングラデシュのクーデターに巻き込まれながらも人質の解放には成功したが、身代金600万米ドルの支払いと、政治犯の超法規的措置釈放というハイジャック犯の要求を飲む形に終わり、釈放された政治犯は現在も数人逃走中である。
1983年、第37回衆議院議員総選挙で落選。1986年、第38回衆議院議員総選挙（衆参同日選挙）で自民党が大勝し、石井も国政に復帰した。1989年、第1次海部内閣の国土庁長官として初入閣し、また、国務大臣として「研究・学園都市の建設を円滑に推進するため行政各部の所管する事務の調整」や「国際花と緑の博覧会の円滑な準備及び運営に資するため行政各部の所管する事務の調整」も担当した。しかし、一方で1990年には、ハワイの未公開資産保養地所有が問題となった。
1990年9月の金丸訪朝団派遣に先立って、北朝鮮による拉致被害者有本恵子の父有本明弘が石井の事務所に1988年に石岡亨が北朝鮮から送った手紙のコピーを持っていくと、石井はコピーをちゃんと金丸信に渡すと約束し、自分も責任を持って北朝鮮側に訴えると有本に誓った。しかし、日朝会談を目前として石井は「あんな手紙ぐらいじゃ」と有本を突き放し、先遣隊が相手側に何も伝えていない状況にあることを示唆した。有本がこれに抗議しても、話には耳を貸さず、さかんに他の話題に話をすりかえた。事実上、有本の訴えと石岡の手紙は石井一の手によって握りつぶされたに等しかった。
1991年には全国日朝友好促進議員連盟訪朝団の総団長として北朝鮮を訪問したが、北朝鮮からの石岡の手紙についてはこれを抹殺した。金丸訪朝団を皮切りに与野党を問わず、石井を含めて多数の国会議員、地方議員が先を争うように平壌を訪れたが、拉致の言及は一度もなかったという。
竹下派分裂に際しては羽田孜・小沢一郎側に与し、羽田派に所属した。1993年、宮澤内閣不信任案が提出されると、羽田派の一員として内閣不信任に同調し、自民党を離党、新生党に参加する。細川内閣が成立すると、石井は衆議院政治改革特別委員長に就任した。1994年4月、羽田内閣が成立すると、自治大臣兼国家公安委員会委員長に就任し、また、国務大臣として「政治改革を推進するため行政各部の所管する事務の調整」も担当した。
同年、新進党に参加するが、最後は小沢一郎への批判を強め、1998年の新進党解党直後は鹿野道彦を代表とする国民の声に参加した。その後、民政党を経て民主党に参加、党国会対策委員長に就任する。
1999年、民主党筆頭副代表に就任。民主党と自由党の合併が懸案となると、民主党内保守系の幹部として推進派となる。2002年、野党結集準備委員会委員長となり、民由合併を推進した。
2005年9月11日の第44回衆議院議員総選挙で落選。2007年7月の第21回参議院議員通常選挙で比例区から立候補し当選した。2007年8月、党副代表に就任。
2010年6月7日、菅直人新執行部で再び党副代表に就任。
2011年4月14日、「東日本大震災復興予算捻出のためのODA削減案に反対する超党派連合」のメンバーとして名を連ねる。

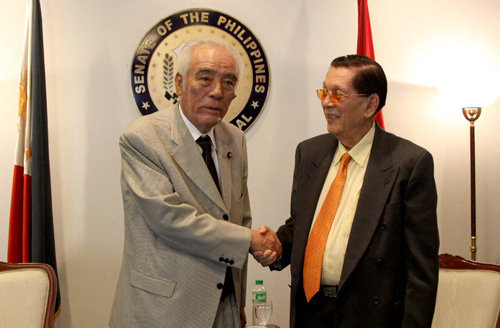
2011年5月4日、フィリピン元老院議長フアン・ポンセ・エンリレ（右）と

2011年5月5日、日本・フィリピン友好議員連盟会長としてフィリピン訪問中、2人の民主党議員（生方幸夫と那谷屋正義）と共に、セント・エレナゴルフクラブで、「被災者の方から見れば『何だ』という気持ちになるでしょうね」と意識しながらも「国外であれば目につかないと思った」として、東日本大震災後初のゴルフを満喫した。向けられた報道のテレビカメラに向かって手で遮りながら「映すなお前！」、「あんまり調子に乗って書くなよ」、「調子に乗って書くなよ、どうのこうのとマニラでゴルフしとるとか」と明言している姿もテレビ放映された。同年5月9日、「非常に不適切なものだという認識はしていないが、よくよく考えたら、もう少し自制をしてもよかったかなというふうな気持ちはありますけれども」と表明しつつも、「一度だけ」と釈明していたが、実は複数日に渡ってゴルフを行っていたことが発覚し、兼務していた民主党東北地方太平洋沖地震対策本部副本部長の辞表を提出し、受理された。
2012年にも、同様にフィリピンを訪問した。当初の届け出では5月3日 - 6日（4日間）の訪問予定であったが、実際には4月27日 - 5月7日（11日間）の訪問であった。参議院規則では、国会会期中に7日間を超えて海外へ渡航する場合には本会議の議決が必要だが、無断で訪問日程を変更した。同年5月10日、この責任を取る形で、参議院議長の平田健二に参議院予算委員長の辞表を提出した。
2012年7月、離党した山岡賢次の後任として民主党副代表に就任。
2012年10月、参議院予算委員長に復帰。
2013年7月21日、第23回参議院議員通常選挙で落選。
2014年4月の春の叙勲で旭日大綬章を受章する。
2022年6月4日、東京都内で倒れ、急性心不全のため搬送先の病院で死去した。87歳没。死没日付をもって正三位に叙された。

## 略歴
- 1934年8月17日 兵庫県神戸市須磨区 千守町で誕生。
- 1941年4月 神戸市立西須磨小学校に入学。
- 1950年3月 甲南中学校を卒業。
- 1953年3月 甲南高等学校を卒業。
- 1957年3月 甲南大学経済学部を卒業。
- 1957年9月 米国カリフォルニア大学ロサンゼルス校（UCLA）大学院政治学部に入学。
- 1958年9月 スタンフォード大学大学院政治学部に入学。
- 1960年12月 スタンフォード大学において、政治学の修士号を得て帰国。
- 1961年4月 財団法人日本生産性本部に就職。
- 1967年第31回衆議院議員総選挙に立候補するも落選。
- 1969年第32回衆議院議員総選挙で初当選。
- 1976年12月 運輸政務次官に就任。
- 1981年12月 衆議院内閣委員長に就任。
- 1983年12月 第37回衆議院議員総選挙にて落選。
- 1986年7月 第38回衆議院議員総選挙にて返り咲き当選（六回目）。
- 1989年8月 国土庁長官として初入閣。
- 1991年1月 衆議院公職選挙法改正に関する調査特別委員長に就任。
- 1993年6月 自民党を離党し、新生党を結成。
- 1993年8月 衆議院政治改革特別委員長に就任。
- 1994年4月 自治大臣・国家公安委員会委員長として再入閣。
- 1995年1月 衆議院決算委員長に就任。
- 1998年1月 新・民主党の結成に参画。国会対策委員長に就任。
- 1999年1月 民主党筆頭副代表に就任。
- 2000年10月 野党結集準備委員会委員長に就任。
- 2005年9月 第44回衆議院議員総選挙で落選。
- 2007年7月 第21回参議院議員通常選挙に比例区で当選。
- 2009年9月 民主党選挙対策委員長に就任。
- 2010年6月 民主党副代表に再び就任。
- 2011年9月 参議院予算委員長に就任。
- 2012年6月 参議院予算委員長を辞任。
- 2012年7月 民主党副代表に就任。
- 2012年10月 参議院予算委員長に復帰。
- 2013年7月 第23回参議院議員通常選挙で落選。
- 2014年4月 旭日大綬章受章。
- 2022年6月 死去。

## 政策
首都機能移転
首都機能移転については積極的に推進する立場を採っている。特に災害対応や危機管理の観点から、東京都以外への首都機能の移転を主張する副首都構想を提唱している。また、橋下徹大阪府知事が主張していた大阪国際空港廃港論に賛成する立場をとり、跡地に「危機管理都市」を作る構想を推進していた。
選択的夫婦別姓制度
選択的夫婦別姓制度については賛成の立場を採っている。

## 発言・主張
よど号メンバーについて
よど号ハイジャック事件から数年後、訪朝を終えて帰国した石井は当時警察庁警備局外事課長であった佐々淳行に面会を求め、平壌でハイジャック犯たちと会ってきたとして「彼らは望郷の念にかられておる。日本の警察が、もう彼らを逮捕しないと約束をすれば、帰ってきてもいいと言っている。一生を棒に振らせるのはかわいそうじゃないか。事件の捜査担当官は警察庁外事課長だと聞いてやってきた。君が『逮捕しない』と約束するなら、私が連れかえってくる」と述べた。佐々が拒否すると、石井は「血も涙もない警察官僚め！」と激怒して退出した。
公明党についての質問
- 2007年10月16日の第168回国会参議院予算委員会で、公明党と創価学会の関係について質問した[23][24]。
- 石井は2007年の6月15日に公明党所属の参議院議員、福本潤一が参議院における記者会見で「公明党は参議院議員は当選したら600万円、衆議院議員は300万円を党本部に上納した」と発言したことに言及し、総務大臣、増田寛也にこの問題について尋ねた。すると数名の議員が委員長席に集まり速記が止められ、再開後も政府の誰も答弁に立たなかった。また、石井は公明党議員は創価学会の名誉会長、池田大作が外国から200個の称号をもらったということで、国会議員一人当たり30万円ずつ徴収される『P献金』というものがあることを指摘。Pはプレジデントの略で池田名誉会長のことを指しているとした。政治家が拠出している金という点で、公職選挙法や政治資金規正法に違反するものかを解明をしなければいけないとした。
- この『P献金』について質問された公明党の冬柴鐵三国土交通大臣（当時）は「P献金が何物か知りませんけど、私はそういうことはいたしておりません」と否認した。しかし冬柴国土交通大臣は、議員歳費の2か月分を公認料として党に出したことは認めた。石井は公認料というのは、通常は党からもらうものであることを指摘、そのようなお金がどこへどう処理されたかを追及すべきとした。冬柴は石井に対し、もし自分がP献金をしなかったということが判明した場合は議員辞職する考えがあるかを石井に尋ねた[23]。

石井は元公明党所属の参議院議員であった福本潤一や池田名誉会長など、創価学会本部からの責任者を証人喚問か参考人として招致することを提案した。そして、このことは自民党の時代からやりたかったことであり、これを今日まで30年、40年も触れてはならないタブーにしてきてしまったということについて政治家に大きな責任があるとした。同年12月4日、民主党役員会において、党として国会で福本潤一前参議院議員の参考人招致を要求して行く方針が決定された。 石井一の次に質問に立った公明党政務調査会長代理の山口那津男は「上納金とか、よく意味の分からない、法律的な定義のない、そういう言葉を乱用した質問がありました。このような質問は厳に慎んでいただきたい」と抗議した。さらに山口は、同年10月17日の公明新聞紙上において「（公明党の選挙資金は）党で選挙費用として掛かる分の一部を（議員本人が）党費として納めて、その費用に充てている。きちんと収支報告をしており、何ら異議を挟まれる余地はない」と反論した。2007年10月17日の記者会見で、公明党幹事長の北側一雄は「（候補者は）党費として党に納める。（党本部は）それを財源に選挙活動の費用を賄っていく。政治資金収支報告もきちんとしている」と反論した。
- 石井は予算委員会の質問中に「私はきついことを言うておるようですが、国民の方々はたくさん聞いておられますよ。必ず今日は反響も来ますよ」と語っていたが[23]、後日、動画配信サイト超人大陸において石井は「電話も、ファックスも、インターネットを通してのメールも、Yahoo!にしても、ニコニコ画像[注釈 4]にしても、こんなに反響があるのか。若い人からの声もありました」[27]と語っている。
- 2008年10月5日に放送された報道番組「サンデースクランブル」（テレビ朝日系列）において、司会者から総選挙後の公明党との連携を問われた際に、「（可能性は）一切ない、（公明党は）ばい菌みたいなものだ。公明党から4票もらったら、浮動票が6票逃げていく」と発言した[28]。この発言に関しての公明党代表の太田昭宏は「公党の副代表が公党に対してこのような不見識極まる言葉を使うとはとんでもない話だ。即刻、撤回と謝罪を求めたい」と抗議した[29]。

個人献金について
2009年3月4日、都内で開かれた民主党衆院議員の政治資金パーティーにおいて、「今、政治資金の問題が出ているが、個人献金は自由だ」と個人献金の重要性を参加者に説いた際に、「1票くらい、聖徳太子1枚くらい出せば十分取れる」といった発言を行った、と産経新聞に報道された。
長崎知事選について
2010年1月29日に長崎県知事選のために開かれた総決起集会にて「（民主党を選ばないという）そういう選択をされるのであれば、民主党政権は長崎に対し“それなりの姿勢”を示すだろうと私は思います」と発言。結果として与党3党（民主党・社会民主党・国民新党）推薦の橋本剛候補は大差で敗れ、野党（自民党）推薦の中村法道候補が当選した。2010年3月2日の衆議院予算委員会で自民党加藤紘一衆議院議員がこの発言を取り上げ「2010年2月25日付長崎新聞論説にまぎれもない恫喝発言であり、われわれは断じてこれを許さない、と書かれている」と紹介し鳩山由紀夫総理に見解を求めたところ、鳩山総理は「地域は地域の発想にまかせる地域主権を訴えており、それが現政権で理解されていない部分があれば反省する必要がある」と述べた。
山陰地方についての発言
2010年2月22日に東京都内で行われた川上義博参院議員（鳥取県選挙区）のパーティーで講演し、「少し語弊があるかもしれないが、鳥取県や島根県は人が住んでいるのか、牛が多いのか、山やら何かあるが、人口が少ない所で、日本のチベットみたいなものだ」と発言した。この発言に対し、パーティー会場からも言いすぎだとの一部批判があったほか、後日、鳥取県では自民党鳥取県連や鳥取県市長会が抗議文を出し、鳥取県が選挙区の石破茂自民党政調会長は「両県とチベットにとって極めて侮辱的だ。思い上がった発言で、謝罪のうえ、撤回すべきだ」「日本海側の人間はかつて裏日本と言われ悔しい思いをしてきた訳で、地域の人を見下す対応をする人が選挙を仕切っているのが民主党のやり方だ」と批判。また、東国原英夫宮崎県知事（当時）もTwitterで「地方主導はどうなったのか？」と石井の発言を非難し、溝口善兵衛島根県知事と平井伸治鳥取県知事両名が石井の発言を非難、さらには民主党内の福間裕隆鳥取県連幹事長からも抗議を受けた。これらの批判について、「鳥取のカニも好きだし風光明媚（めいび）でもある。だいたい人がよい。同じようにチベットもそうらしい」と発言し、「いつの間にチベットはそれほど差別される国になったのか。釈明したりおわびをすることは何もない」と釈明も謝罪も拒否するとともに、チベットが独立国であるという見解を表明した。
自民党離党者について
2011年2月6日、民主党候補の敗退が確定した夜の会見で、当選した大村秀章が自民党に離党届けを出したことを揶揄して「自民党の脱北者だ」と述べた。
拉致被害者について
2014年8月29日、神戸市で開催された旭日大綬章受章記念パーティーにおいて北朝鮮による拉致問題に触れ「日本政府はいまだに横田めぐみさんらを返せと騒いでいるが、もうとっくに亡くなっている」「私は北朝鮮に精通している。それなのにまだ（交渉を）やっとるのは非常に違和感がある」と発言した。翌日の産経新聞社からの取材に対しても、「拉致被害者の家族が『生きて帰ってきてほしい』と思うのは当然だし、帰ってくれば、それ以上にうれしいことはない」と述べると同時に、「金正日総書記が小泉純一郎首相に伝えた拉致被害者の『死亡』という事実は大きい。いったん受け入れたものを、ひっくり返せるのか。被害者家族を思えば痛ましいことだが、それはほとんど不可能に近い。国際社会としては決着がついている話だ」とこれまでと同じ主張を繰り返した上で、「かわいそうだから返せ、と騒ぐこと自体がマイナスなことではないか」と述べ、発言を撤回する考えはないとした。翌9月上旬に北朝鮮からの再調査結果が伝えられることになっている時期でのこの発言に対し、拉致被害者家族からは「よくあんなことを考える人がいるなと思います」、「向こう（北朝鮮）と交渉している今は一番大切な時期なのに」など怒りの声が挙げられた。
小選挙区比例代表並立制について
自身はかつて羽田孜や小沢一郎らと共に小選挙区制度導入といった政治改革実現のために自民党を離脱し新生党を立ち上げ、小選挙区比例代表並立制の導入推進をした。しかし、第49回衆議院議員総選挙直前の2021年10月23日の神戸新聞のインタビュー内において、安倍政権が長く続いた理由に対し、「選挙制度が要因や。俺も自民党の選挙制度部会長なんかで制度づくりの中心を担ったから戦犯やな」「選挙制度というものが、いかに民主主義を劣化させるかという象徴的なことになってしまった。俺の責任は大きい。中選挙区は派閥の横行と金の使い方が問題やったけど、議員の玉が良かった。政治に活力があふれ、ダイナミックだった。小選挙区は議員が標準化、平準化され小粒になった。政治の醍醐味はなくなった」と語り、現在はかつての国会議員と比べて質が低下し、その責任は自身にもあるとしている。

## 人物・エピソード
- 実弟は元参議院議員の石井一二。一二も崇教真光の信者である。
- 20歳の頃から1日25本程度のたばこを吸い続けるヘビースモーカーである。禁煙を掲げるレストランを利用した際には、帰り際に「食事はいいけど、もう来ない」と伝え、二度と足を運ばないほど徹底している。石井が自宅で喫煙をすると妻が窓を開けるため、そのことが原因で度々喧嘩をしている[46]。
- 崇教真光の神組み手（信徒）である。1992年の秋季大祭に出席し、祝辞の中で「我々神組み手として、教え主様のその尊いお姿、ご努力、神に対するご姿勢に対しまして心から敬意と感謝を表する次第でございます。」「我々は新しい時代に向かって新たな決意のもとに、神組み手としての自信と誇りをもって、それぞれの分野で懸命に努力を続けてまいりたいと思います。」と篤い信仰心を披瀝している[47]。
- 自民党時代は田中角栄の側近であり、田中がロッキード事件で逮捕されて以降は一貫して田中の無罪を主張している。田中の公判中であった1983年2月に石井は渡米し、ウォーターゲート事件で主任検事を務めたリチャード・ベンベニステ（英語版）弁護士にロッキード事件の関連資料を渡し、弁護への協力を依頼。翌月にベンベニステら10人が調査のため来日すると石井は彼らのために高輪プリンスホテルの最上階をフロアごと借り切った。しかし、来日から10日後に、田中はベンベニステに会うことなく、石井に弁護を断る旨を伝えたという。石井は田中が弁護を断った理由について、「米国に仕掛けられたワナから逃れるのに米国人の手を借りたくないという、日本人としての意地とプライドがあったのではないか」と回想していた[48]。
- 2008年10月19日、石井が代表を務めていた民主党支部が2003年10月に、「流通ビジネス推進政治連盟」と関連企業より450万円の献金があった[49]。
- 2009年1月20日の予算委員会での質問において首相の麻生太郎に対し、麻生自身が書いた『文藝春秋』掲載の手記に出てくる難解な漢字（それまで麻生が簡単なものも含めて、漢字の読み間違いが多かった）を「テスト」形式（「窶(やつ)し」「畢竟」など）のフリップで出し、本当に麻生自身が書いた手記なのかの回答を迫った[50]。迫られた麻生は「書かせていただいた。皆さんが読みにくいのは『身を窶し』ぐらいじゃないか」と言い返し、石井は「じゃあ、なぜ『みぞうゆう』なんて言うんだ。率直に認めないとまた支持率下がるよ」と皮肉を述べた。なお、この漢字テストに対して「経済危機（リーマン・ショックと派遣切り等）で政治対策を行わなければならない時期に無駄な事をやって税金を無駄にするな」などの批判が殺到、また民主党内の一部議員からもイメージダウンになると苦言を呈された[51]。
- 2010年3月4日、厚生労働省局長らが不正関与に絡んだ障害者郵便制度悪用事件において、元厚生労働省局長の村木厚子が虚偽有印公文書作成などの罪に問われた裁判では、自称障害者団体「凛(りん)の会」から依頼を受けた石井が村木に口添えするように行ったと大阪地検が指摘、法廷において「凛の会」元会長・倉沢が面会したとする「石井」の手帳を大阪地裁は証拠採用した[52]。一方、石井は弁護側証人として出廷し、午前中公判では「凛の会」が石井に口添えを依頼した日の2004年2月25日は「千葉県のゴルフ場に行っており不在だった」と証言したが、検察側は午後に入り「一緒に行ったという議員はその日、国会の委員会に出席していた記録がある」と指摘した。これに対し石井は「国会のルーズなシステムで、会議に出席しなくても委員であれば出席したことにされ記録が残る」と説明。「ゴルフに行ったのは間違いない」と反論した。弁護側によると、ゴルフ場の来場記録には石井とこの議員の名前があったといい、裁判官はこれを証拠採用した。更に石井は「この裁判は検察の倫理、検察の存在（意義）を問うている。検察は善であり公正無私であるとの面目を果たしていただきたい」と述べ、検察が自発的に何らかの責任を取るよう求めた[53][54]（この法廷証言は事件を基にしたドラマ『私は屈しない〜特捜検察と戦った女性官僚と家族の465日』で忠実に再現された）。出廷後の記者会見で「事件には無関係」と主張[55][56]。その後同事件は大阪地検特捜部主任検事証拠改ざん事件へと発展した。
- 2010年6月2日、鳩山の首相辞任表明当日、両院議員総会に向かう途中で総理とエレベーターが一緒になり、「あなたの頭のなかにある原稿内容を180度転換して話しなさいよ」と呼びかけるなど、最後まで慰留した議員の一人である。その後のインタビューで「そのとき鳩山総理は堅い顔をしながらニコっと笑い、私に握手をしてきた。その握る手の強さを感じ、もうここまできたら総理の考えは改められないと思った」と語っている。
- タイ王国元首相のタクシン・シナワットと親交がある。政争に敗れて実質的に海外亡命中のタクシンが2011年に来日しようとした際、タイでの実刑判決を理由に日本政府は拒否しようとしたが、石井が身元保証人になって入国できた。2018年3月に開かれた石井の著書『グリーンの上の政治家たち』（産経新聞出版）出版記念会にも、タクシンと妹のインラック・シナワット（タイ元首相）が出席した[57]。
- 2018年3月23日の『金曜プレミアム・政治の面白いトコロ集めました。加藤浩次vs政治家』（フジテレビ）において忍成修吾によって演じられた。
- 辻恵とは「親友」であると話す。2021年の衆議院選挙では辻の所属するれいわ新選組の街頭演説に参加した[58]。山本太郎については、「かなりええ…かなりええ政治家や!」「2枚目の投票用紙は「れいわ」と書いてやってくれ!」と激励した[58]。

## 所属団体・議員連盟
- 朝鮮半島問題研究会（顧問）
- 民主党娯楽産業健全育成研究会（名誉会長）
- 民主党新時代娯楽産業健全育成プロジェクトチーム（顧問）
- 人権政策推進議員連盟（顧問）
- 地下式原子力発電所政策推進議員連盟（顧問）
- 国際観光産業振興議員連盟
- パチンコチェーンストア協会（政治分野アドバイザー）
- 司法のあり方を検証・提言する議員連盟
- 健全なネットワークビジネスを育てる議員連盟（初代名誉会長[59]）

## 著作
- 『ダッカハイジャック事件　日本赤軍との闘い』講談社、1978年5月2日。NDLJP:12066971。
- 近づいてきた遠い国　金丸訪朝団の証言　日本生産性本部、1991年
- 民主党政権前夜　民主党幹部が語る今後の政界展望　自由国民社、1999年
- 政権交代　あなたの政治参加が日本を救う　自由国民社、2002年。石井登志郎共著（代筆）
- 日本再生副首都プロジェクト　自由国民社、2005年。同上
- 冤罪　田中角栄とロッキード事件の真相　産経新聞出版、2016年。同・文庫、2020年
- グリーンの上の政治家たち　産経新聞出版、2018年
- つくられた最長政権、産経新聞出版、2019年